# Саркофаг
Саркофагът е погребален ковчег, изработен от камък, често обрисуван или украсен с различни орнаменти. При фараоните тези орнаменти представлявали събития от живота им. Широко използван в Древен Египет при погребенията на аристокрацията или фараоните. Терминът идва от гръцката дума σαρκός, която означава плът, и φάγος – който яде. Мъртвият бил полаган с балсамирано тяло, увито в специален плат, за да не изгнива тялото.